# Pemra Özgen
Pemra Özgen (ur. 8 maja 1986 w Stambule) – turecka tenisistka, medalistka igrzysk śródziemnomorskich.

## Kariera tenisowa
Pierwszy kontakt z zawodowym tenisem miała w wieku czternastu lat, w 2000 roku, biorąc udział w niewielkim turnieju ITF w Stambule. Zagrała tam dzięki dzikiej karcie, ale przegrała już w pierwszym meczu i odpadła z turnieju. W 2001 roku dwukrotnie dostała podobną szansę, ale i tym razem efekt był taki sam. Z powodzeniem natomiast wystąpiła w rozgrywkach Pucharu Federacji w grze podwójnej, w których rozegrała dwa mecze i oba wygrała. Odtąd regularnie reprezentowała swój kraj w tych rozgrywkach i to zarówno w singlu, jak i w deblu.
W maju 2004 wygrała swój pierwszy turniej ITF w grze podwójnej, a w lipcu 2005 – w grze pojedynczej. W sumie w czasie swojej kariery wygrała osiemnaście turniejów singlowych i dwadzieścia trzy deblowe tej rangi.
W maju 2005 otrzymała dziką kartę na turniej WTA, Istanbul Cup, w Stambule, gdzie zagrała w turnieju singlowym, w którym przegrała w pierwszym meczu z Ivaną Abramovic i w deblu (w parze z Anną Czakwetadze), w którym pokonała w pierwszej rundzie ukraińskie siostry, Katerynę Bondarenko i Wałeriję Bondarenko. W 2010 roku, w parze z Caglą Büyükakçay, dotarła do ćwierćfinału imprezy, eliminując, między innymi, parę Andrea Petković i İpek Şenoğlu. Jest to, jak dotąd, jej największe osiągnięcie w rozgrywkach cyklu WTA.
W 2009, razem z Çağlą Büyükakçay, zdobyła srebrny medal w grze podwójnej kobiet na igrzyskach śródziemnomorskich rozgrywanych we włoskiej Pescarze. W 2013 roku, ponownie z Büyükakçay, zwyciężyła w zawodach deblowych na igrzyskach w Mersinie.

## Wygrane turnieje ITF
| turnieje z pulą nagród 100 000 $ |
| turnieje z pulą nagród 75 000 $  |
| turnieje z pulą nagród 50 000 $  |
| turnieje z pulą nagród 25 000 $  |
| turnieje z pulą nagród 15 000 $  |
| turnieje z pulą nagród 10 000 $  |

### Gra pojedyncza
|     | Data       | Turniej        | Kat. | ($)    | Naw.          | Finalistka          | Wynik             |
| 1.  | 17/07/2005 | Stambuł        | ITF  | 10 000 | twarda        | Radana Holusova     | 6:4, 6:3          |
| 2.  | 08/06/2008 | Izmir          | ITF  | 10 000 | twarda        | Vivian Segnini      | 6:2, 7:6          |
| 3.  | 15/06/2008 | Stambuł        | ITF  | 10 000 | twarda        | Ekaterine Gorgodze  | 6:4, 7:6          |
| 4.  | 19/07/2009 | Izmir          | ITF  | 10 000 | twarda        | Sandra Zaniewska    | 6:0, 6:4          |
| 5.  | 08/08/2010 | Gaziantep      | ITF  | 10 000 | twarda        | Jade Hopper         | 6:4, 6:4          |
| 6.  | 15/08/2010 | Stambuł        | ITF  | 10 000 | twarda        | Magali de Lattre    | 6:2, 5:0 krecz    |
| 7.  | 20/07/2013 | Woking         | ITF  | 25 000 | twarda        | Tara Moore          | 3:6, 7:5, 7:6(10) |
| 8.  | 24/08/2014 | Petersburg     | ITF  | 25 000 | ziemna        | Ema Mikulcic        | 6:1, 7:5          |
| 9.  | 21/03/2015 | Oslo           | ITF  | 10 000 | twarda (hala) | Justyna Jegiołka    | 2:6, 6:3, 7:6(5)  |
| 10. | 18/10/2015 | Heraklion      | ITF  | 10 000 | twarda        | Fanny Östlund       | 6:0, 6:1          |
| 11. | 05/06/2016 | Antalya        | ITF  | 10 000 | twarda        | Lou Brouleau        | 7:5, 6:2          |
| 12. | 30/10/2016 | Szarm el-Szejk | ITF  | 10 000 | twarda        | Anastasia Pribylova | 6:4, 7:5          |
| 13. | 19/11/2017 | Szarm el-Szejk | ITF  | 15 000 | twarda        | Shalimar Talbi      | 6:4, 6:2          |
| 14. | 26/11/2017 | Szarm el-Szejk | ITF  | 15 000 | twarda        | Barbara Bonić       | 6:2, 6:2          |
| 15. | 07/10/2018 | Óbidos         | ITF  | 25 000 | dywanowa      | Gaia Sanesi         | 5:7, 6:4, 6:2     |
| 16. | 12/05/2019 | Óbidos         | ITF  | 25 000 | dywanowa      | Urszula Radwańska   | 7:5, 3:0 krecz    |
| 17. | 07/07/2019 | Corroios       | ITF  | 25 000 | twarda        | Océane Dodin        | 3:6, 6:4, 6:3     |
| 18. | 03/07/2022 | Porto          | ITF  | 25 000 | twarda        | Eva Guerero Alvarez | 6:2, 2:6, 6:2     |